# اسپلندر
اسپلندر (به انگلیسی: Splendor) یک بازی رومیزی مبتنی بر کارت چند نفره است که آن را مارک آندره طراحی و پاسکال کوئیدولت تصویرگری کرده‌اند. این بازی را اولین بار کمپانی فرانسوی «اسمودی» در سال ۲۰۱۴ منتشر کرد. بُرد بازی شامل کارت‌هایی است که روی میز به صورت یک شبکه قرار داده شده‌اند. بازیکنان در نقش بازرگانان سنگ‌های قیمتی در دوران رنسانس، معادن، حمل و نقل و مغازه‌های جواهرات را خریداری می‌کنند. این بازی در سال ۲۰۱۴ نامزد جایزه Spiel des Jahres (بازی سال) شد.

## بازی
اسپلندر یک بازی ساخت موتور و مدیریت منابع است که در آن دو تا چهار بازیکن برای جمع‌آوری بیشترین امتیاز رقابت می‌کنند. این بازی دارای اجزای زیر است:
- ۴۰ توکن جواهرات شامل هفت زمرد، یاقوت کبود، یاقوت، الماس، عقیق و پنج طلا (نخودی) به صورت ژتون‌های پلاستیکی.
- ۹۰ کارت توسعه
- ۱۰ کاشی نجیب‌زاده

هر کارت توسعه در یکی از سه سطح قرار می‌گیرد (•، ••، •••) که نشانگر دشواری به دست آوردن جواهرات مورد نیاز برای خرید آن کارت است.
همچنین هر کارت توسعه یک رانت از جنس جواهرات بازی دارد که ممکن است برای خریدهای کارت توسعه در آینده استفاده شود.
هر بازیکن در نوبت خود، فقط یکی از موارد زیر باشد را انجام می‌دهد:
- حداکثر سه نشان جواهر با رنگ‌های مختلف از بانک جواهرات بردارد.
- دو نشان جواهر همرنگ از بانک جواهرات بردارد (به شرطی که حداقل چهار توکن از آن رنگ باقی مانده باشد).
- یک توکن طلا بردارد و یک کارت توسعه رزرو کند (هر بازیکن تنها مجاز است حداکثر سه کارت رزرو شده در دست خود داشته باشد).
- با استفاده از توکن‌های جواهر و/یا رانت کارت‌هایی که قبلاً خریده‌است، یک کارت توسعه از روی بُرد بازی یا از کارت‌های رزرو شده خود بخرد.

پس از این عمل:
- اگر کارت‌های خریداری شده بازیکن، به اندازه کافی برای گرفتن امتیاز کاشی نجیب‌زاده باشد، آن بازیکن اصطلاحاً به ملاقات آن نجیب‌زاده می‌رود و کاشی مربوط به آن را می‌گیرد.
  - اگر بازیکن واجد شرایط ملاقات با بیش از یک نجیب‌زاده باشد، می‌تواند یکی را انتخاب کند.
  - کاشی نجیب‌زاده با یک کاشی جدید جایگزین نمی‌شود.
  - بازیکن می‌تواند کاشی نجیب‌زاده را تا پایان بازی نگه دارد.
- اگر بازیکن بیش از ۱۰ توکن در اختیار داشته باشد، می‌بایست آنقدر توکن از دست خود به بانکبرگرداند تا تعداد کل توکن‌های باقی‌مانده، به ۱۰ یا کمتر محدود شود.
- اگر کارت توسعه خریداری شود، از کارت بالایی روی دسته کارت‌ها جایگزین می‌شود. وقتی دسته کارت‌ها تمام شد، دیگر هیچ کارتی با آن رتبه موجود نیست.

### پایان بازی
هنگامی که یک بازیکن به امتیاز ۱۵ برسد، بازیکنان در دور فعلی به بازی ادامه می‌دهند تا اینکه هر بازیکن به همان تعداد چرخش انجام دهد. وقتی این اتفاق افتاد، بازی به پایان می‌رسد.

### امتیازدهی
پس از پایان بازی، بازیکنی که بیشترین امتیاز را کسب کُند برنده می‌شود. در صورت تساوی امتیازات، کسی که کمترین کارت توسعه را خریده باشد، برنده می‌شود. اگر نتیجه همچنان مساوی باقی بماند، بازیکنان مشترکاً برنده می‌شوند.